# Tierra Amarilla 3ra. Sección
Tierra Amarilla 3ra. Sección är en ort i Mexiko.   Den ligger i kommunen Centro och delstaten Tabasco, i den sydöstra delen av landet, 700 km öster om huvudstaden Mexico City. Tierra Amarilla 3ra. Sección ligger 9 meter över havet och antalet invånare är 984.
Terrängen runt Tierra Amarilla 3ra. Sección är mycket platt. Runt Tierra Amarilla 3ra. Sección är det tätbefolkat, med 442 invånare per kvadratkilometer. Närmaste större samhälle är Villahermosa, 9,4 km söder om Tierra Amarilla 3ra. Sección. Trakten runt Tierra Amarilla 3ra. Sección består till största delen av jordbruksmark.